# Kornkäfer
Der Kornkäfer (Sitophilus granarius) ist ein Käfer aus der Familie der Rüsselkäfer (Curculionidae), der vermutlich ursprünglich – wie auch die Vorfahren der heutigen Getreidearten – aus Vorderasien stammt. Er ist der in Europa am weitesten verbreitete Getreideschädling und ist bereits aus der frühen Jungsteinzeit (Bandkeramische Kultur) nachgewiesen.

## Merkmale
Die Käfer haben eine Körperlänge von 2,7 bis 3,7 Millimetern, genannt werden auch 2,5–5,1 Millimeter. Der Körper ist langgestreckt, parallelrandig und leicht abgeflacht. Unmittelbar nach der Metamorphose sind die Käfer hell- bis rotbraun gefärbt, mit zunehmendem Alter geht die Färbung in dunkel- bis schwarzbraun über. Der Kopf setzt sich in einen Rüssel fort, an dessen vorderem Ende sich die Mundwerkzeuge befinden. Bei den Männchen ist der Rüssel kürzer und dicker als bei den Weibchen. Aufgrund dieser Unterschiede sind die beiden Geschlechter äußerlich leicht zu erkennen. An der Basis des Rüssels haben die beiden sechsgliedrigen, geknieten Fühler ihren Ursprung. Die Komplexaugen sind länglich und hinter den Fühlern angeordnet. Der Halsschild ist groß und weist zahlreiche punktförmige Vertiefungen auf. Die Deckflügel sind ebenso lang oder etwas länger als der Halsschild und überdecken den Hinterleib vollständig. Sie weisen ein Muster aus Längsreihen von Punkten und Leisten auf, die miteinander abwechseln. Die Käfer sind flugunfähig, da die Hinterflügel rückgebildet sind. Die Art kann mit dem Reiskäfer (Sitophilus oryzae) verwechselt werden, dessen Halsschild jedoch mit kleinen, rundlichen Punkten versehen ist und dessen Punktierung der Streifen auf den Deckflügeln größer und in den Zwischenräumen rundlich ist.

## Vorkommen
Der Kornkäfer ist weltweit (kosmopolitisch) verbreitet und tritt in Europa im Norden bis in den Süden Norwegens und Finnlands sowie bis Zentralschweden auf. Die Art ist auch auf den Britischen Inseln häufig. Durch den Handel mit Getreide hat sich die ursprünglich vermutlich im vorderen Orient verbreitete Art über die gesamte gemäßigte Zone der Erde ausgebreitet. Da sie tropisches und subtropisches Klima nur schlecht verträgt, hat sie in diesen Teilen der Erde keine wirtschaftliche Bedeutung, ist aber ansonsten ein gefürchteter Schädling in Getreidespeichern. Dort, wie auch in Mühlen, kann die Art in riesigen Mengen auftreten. Auch in Trockengemüse kann man sie nachweisen.

## Lebensweise
Die Entwicklung der Käfer vom Ei bis zum fertigen Insekt erfolgt innerhalb eines Getreidekorns, das weitere Leben findet außerhalb statt. Nachdem die Käfer die Getreidekörner verlassen haben und die Umgebungstemperatur mindestens 13 °C beträgt, erfolgt die Paarung. Der Beginn der Eiablage ist ebenfalls temperaturabhängig. Bei 25 °C beginnen die Weibchen zirka fünf Tage nach der Paarung, Eier abzulegen. Dazu durchbohren sie die Schale eines Getreidekorns, legen ein Ei in die Höhle und verschließen die Öffnung mit einem Sekret, das an der Luft schnell zu einem weißlichen Pfropf erhärtet. Dieser ist mit einer Lupe mühelos zu erkennen. Ein Weibchen legt im Durchschnitt 100 Eier ab, als Maximalwert wurden mehr als 200 Eier genannt. Üblicherweise wird ein Getreidekorn nur mit einem Ei bestückt. Wenn das Angebot an Getreidekörnern gering ist, können es ausnahmsweise auch zwei sein.
Die Eier sind 0,5–0,6 mm lang, 0,25–0,3 mm dick, leicht oval, anfangs farblos, später milchig trüb. Bei 25 °C schlüpfen die Larven nach zirka vier Tagen. Sie besitzen keine Beine. Anhand ausgeprägter Furchen über den Körper sind drei Brust- und zehn Hinterleibssegmente zu erkennen. Der Kopf ist braun, der übrige Körper weiß. Bei 25 °C setzt nach 27 Tagen die Verpuppung ein, die Puppenruhe dauert zirka acht Tage. Die fertigen Käfer bleiben zunächst noch in ihren Getreidekörnern, schließlich bohren sie ein Loch durch die Hülle, dessen Größe dem Durchmesser des Körpers entspricht, und sie verlassen die Körner. Die Größe der Käfer ist abhängig von der Größe der Getreidekörner, in denen sie sich entwickeln, ferner vom Nahrungsgehalt der jeweiligen Getreidesorten, sowie von Umgebungstemperatur und Luftfeuchte. Bei 29 °C und 75 % rel. Luftfeuchte beträgt die Lebensdauer der Käfer zirka fünf Monate.

## Endosymbiose
Die Kornkäfer leben in Symbiose mit fadenförmigen Bakterien, die bei den Larven in den Zellen eines eigenen Organs (Myzetom) untergebracht sind, das sich ventral am Übergang von Vorder- und Mitteldarm befindet. Werden adulte Käfer zirka 17 Tage lang einer Temperatur von 35 °C ausgesetzt, sterben die Bakterien ab. Die Eier dieser symbiontenfreien Käfer entwickeln sich normal bis zu fertigen Käfern, deren Nachkommen sterben im frühen Larvenstadium ab, da der Vorrat der von den Symbionten produzierten lebenswichtigen Substanzen, die in den Getreidekörnern nicht oder nicht in ausreichendem Maße enthalten sind, erschöpft ist. Nach bisheriger Kenntnis handelt es sich bei diesen Substanzen um Vitamine, die bislang noch nicht identifiziert sind.
Im frisch abgelegten Ei sind die symbiontischen Mikroorganismen gleichmäßig über den gesamten Dotter verteilt. Das Myzetom der Larven entsteht durch Abspaltung von Zellen des Vorderdarms (Stomodaeum), die aus dem Dotter Symbionten in ihr Zellplasma aufnehmen. Durch Teilung der Zellen vergrößert es sich und erreicht am Ende der Larvenzeit die größte Ausdehnung. Das Plasma der Zellen ist vollständig und dicht mit Symbionten angefüllt. Während der Puppenruhe löst sich das Myzetom auf. Die  Zellen wandern zum neu entstehenden Mitteldarm, der zahlreiche, nach außen ragende Zotten aufweist, in die die Zellen des Myzetoms einwandern und die äußeren Abschnitte der Zotten besetzen. Nach zirka fünf Tagen beginnen die Symbionten zu degenerieren. Sie verklumpen und treten nach und nach samt ihren Wirtszellen in den Mitteldarm über, wo sie weiter abgebaut werden. Die Übertragung der Symbionten auf die nächste Generation erfolgt bei den weiblichen Käfern. Vorbereitungen für die spätere Übertragung werden bereits bei der Keimesentwicklung getroffen. Am hinteren Eipol entstehen aus dem Primärepithel (Blastoderm) die Urgeschlechtszellen, in die Symbionten aus dem Dotter einwandern. Nach der Metamorphose befinden sie sich in den Nährkammern (Germarien) der Eiröhren (Ovariolen) und gelangen von dort über die Nährstränge in die reifenden Eier.

## Synonyme
Mehrere Synonyme sind bekannt. In der deutschsprachigen Literatur ist Calandra granaria Fabricius, 1801 verbreitet.

## Schadensbefall
Kornkäfer befallen unterschiedliche Getreidesorten: Roggen, Weizen, Gerste, Dinkel, Milo, Mais, Hafer, Malz, Reis, Buchweizen, geschälte Eicheln sowie Teigwaren. Stehen verschiedene Getreidesorten zur Wahl, bevorzugen die Käfer Roggen. Bei starkem Befall von Lagergut steigt infolge der Aktivität der Käfer die Temperatur und Luftfeuchtigkeit an, wodurch es zu schweren Folgeschäden durch Milben und Schimmelpilze kommt.

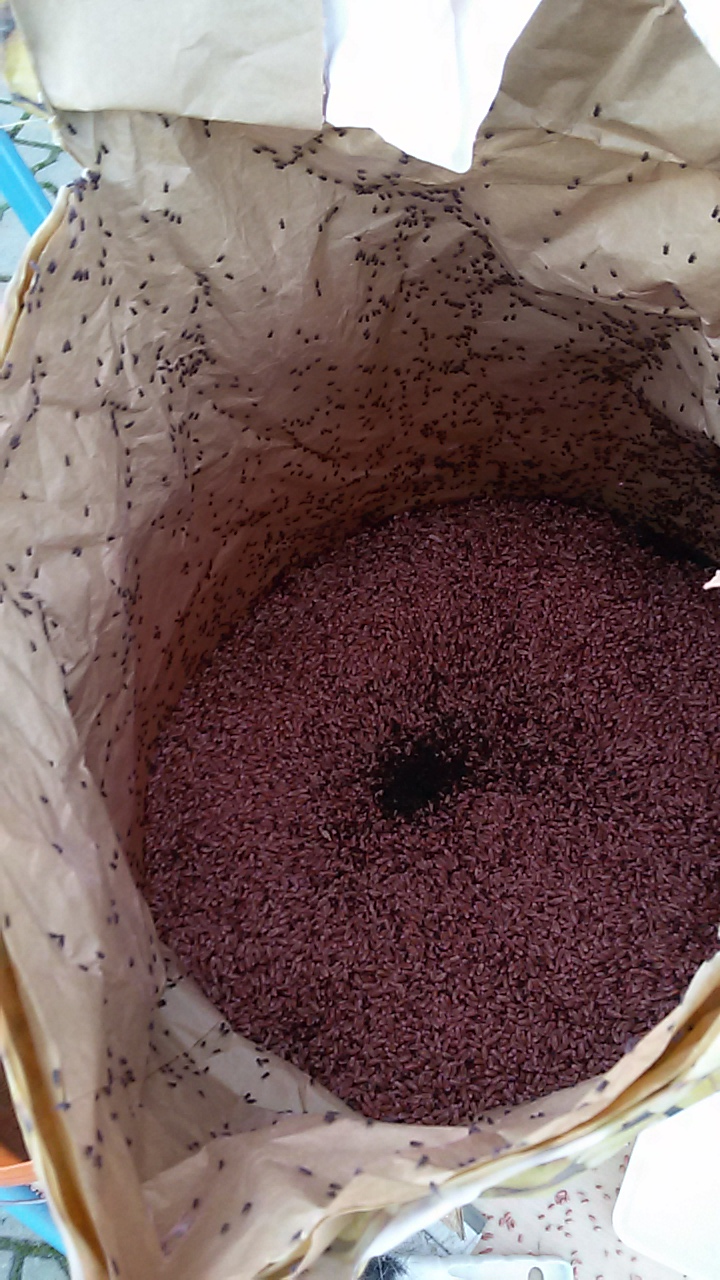
Ein stark mit Kornkäfern befallener Saatgutsack (Weizen)
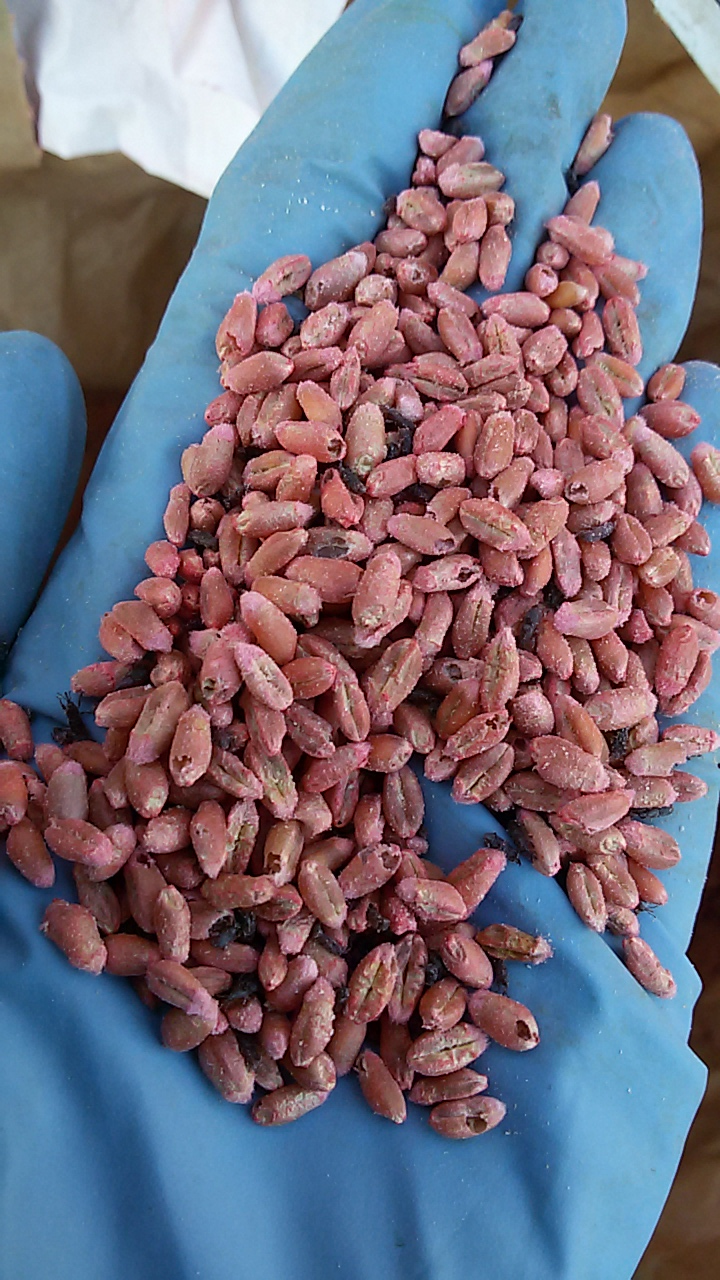
Weizenkörner mit typischem Lochfraß und einigen adulten Käfern
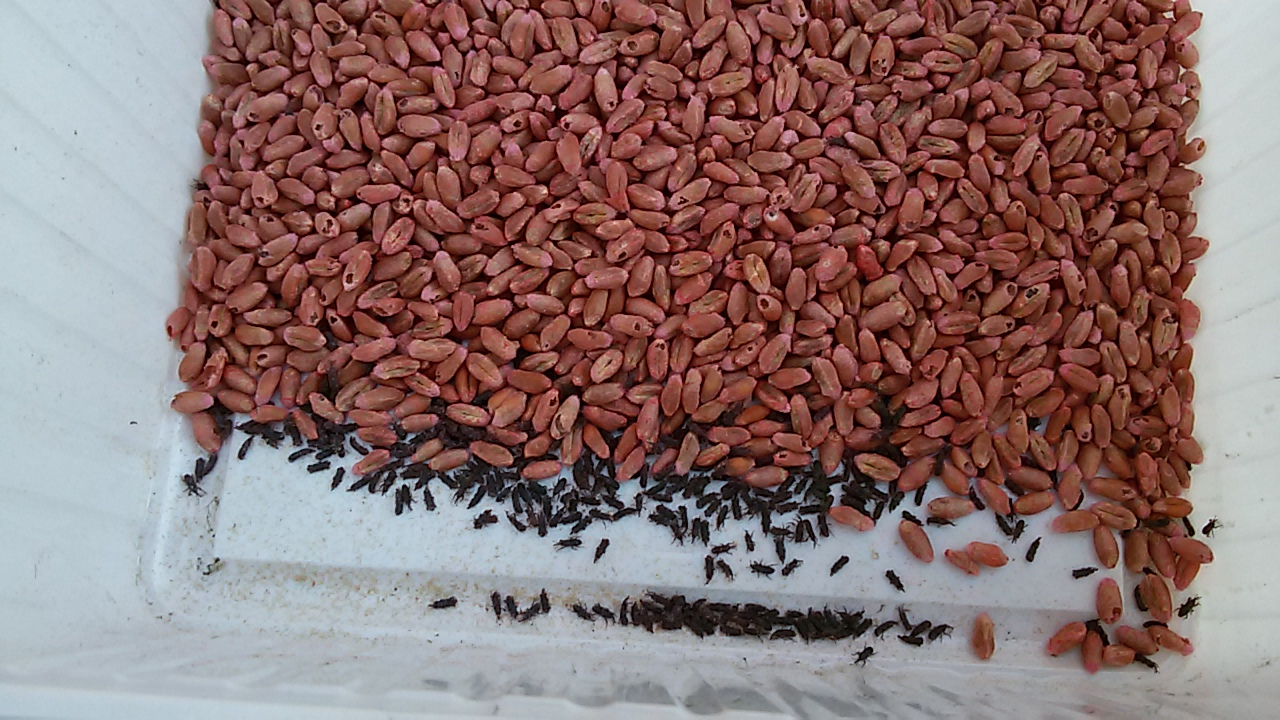
Befallenes Saatgut mit zahlreichen Kornkäfern in einer Schale
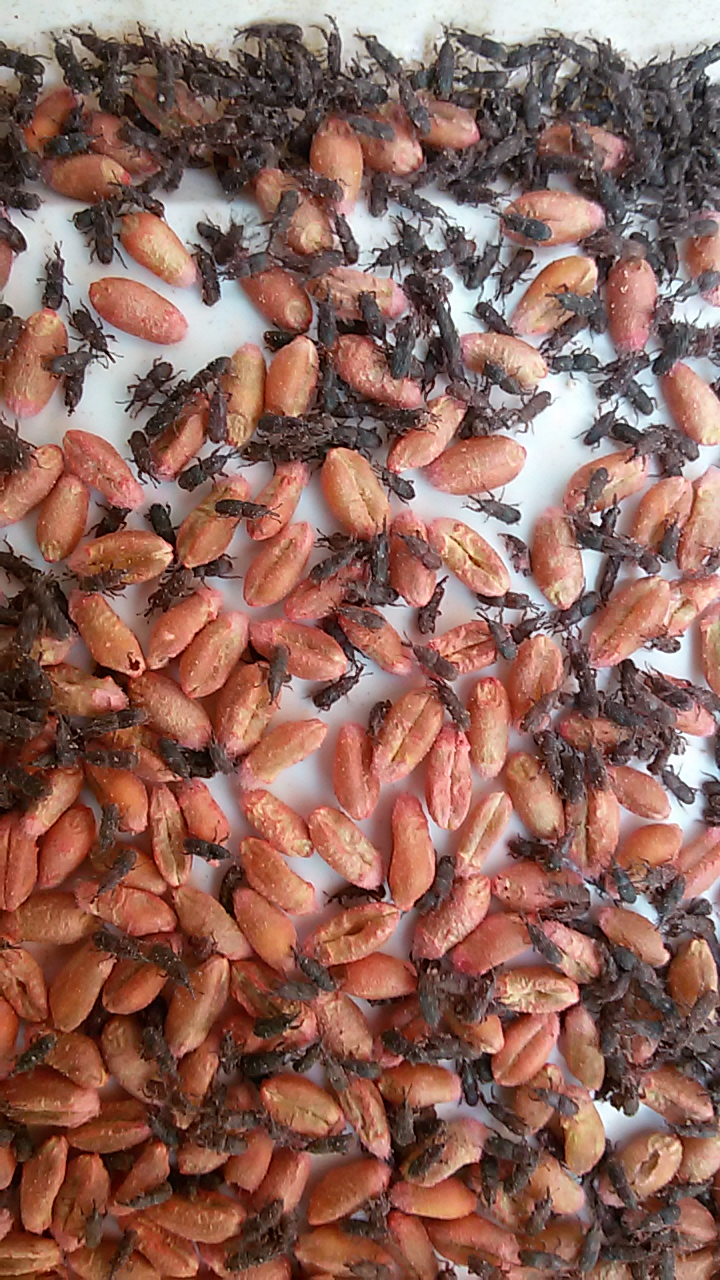
Adulte Kornkäfer neben Weizen

## Belege